# 揖西郡
揖西郡（日语：／ Issai gun */?）是過去位於兵庫縣西部的郡，已於1896年4月1日與揖東郡合併為揖保郡。
過去的範圍包括現在的龍野市的西半部地區、姬路市東南部的一小部分地區和相生市東南部的一小部分地區。

## 歷史
在令制國時代屬於播磨國，最初屬於揖保郡一部分，但約在13世紀至14世紀期間，揖保郡被分割為揖東郡及揖西郡兩郡。19世紀末江戶時代結束之際，揖西郡主要屬於龍野藩，另有部分地區屬於丸龜藩、三日月藩、姬路藩。
隨著1868年幕府的結束及接著實施的廢藩置縣政策，曾分別先後隸屬龍野縣、三日月縣、姬路縣，1871年全數被整併到飾磨縣內，1876年再次整併後屬於兵庫縣。
1879年實施郡區町村編制法，正式的設置了近代的行政區劃「揖西郡」，郡役所設於龍野町（位於現在的龍野市）。

### 沿革

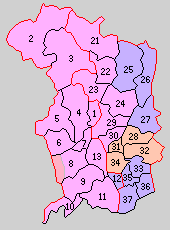
1889年揖西郡轄下的行政區劃
1.龍野町 2.西栗棲村 3.東栗棲村 4.平井村 5.桑原村 6.布施村 7.半田村 8.神部村 9.河內村 10.室津村 11.御津村 12.余部村 13.揖保村
（紫色：現屬姬路市、桃色：現屬龍野市、紅色：現屬相生市、21 - 37屬於揖東郡）

- 1889年04月1日：實施町村制，揖西郡下設：龍野町（日语：龍野町）、西栗棲村（日语：西栗栖村）、東栗棲村（日语：東栗栖村）、平井村（日语：平井村 (兵庫県)）、桑原村（日语：桑原村 (兵庫県)）、布施村（日语：布施村 (兵庫県)）、半田村（日语：半田村 (兵庫県)）、神部村（日语：神部村）、河內村（日语：河内村 (兵庫県)）、室津村（日语：室津）、御津村（日语：御津町_(兵庫県)）、部村、揖保村（日语：揖保村）。（1町12村）
- 1891年03月25日：赤穗郡矢野村（日语：矢野村 (兵庫県)）的二栢野地區被併入西栗棲村。
- 1896年07月1日：揖東郡和揖西郡合併為揖保郡，同時實施郡制（日语：郡制），設立郡參事會（日语：郡参事会）。